# Eduard Zuckmayer

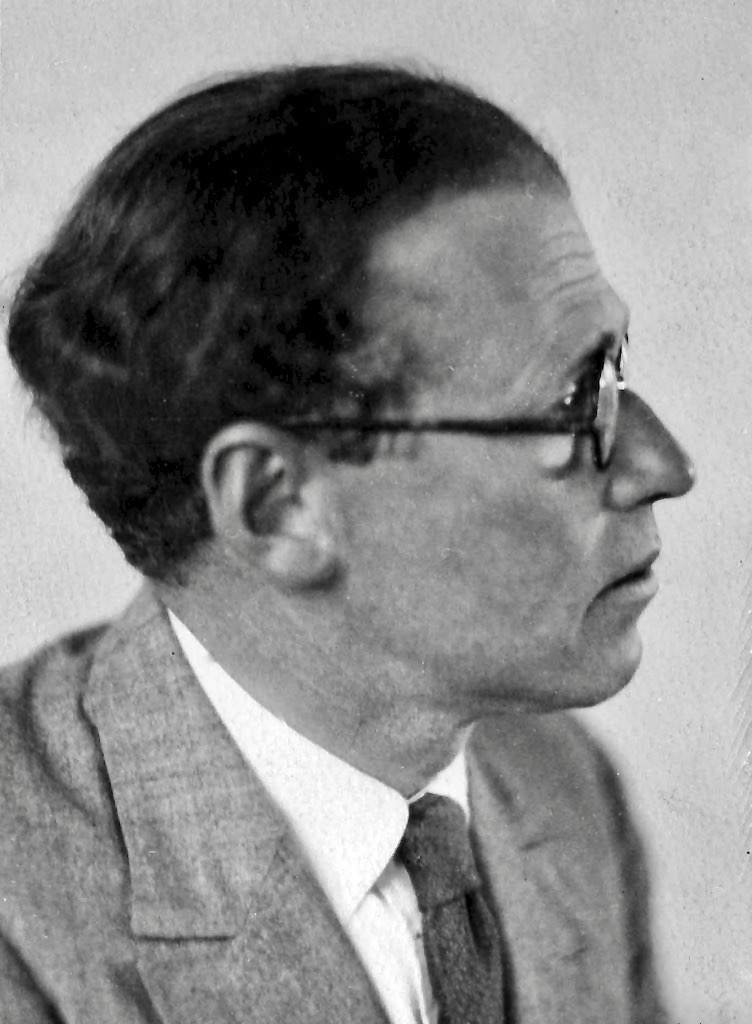
Eduard Zuckmayer

Eduard Zuckmayer (Nackenheim, 3 augustus 1890 – Ankara, Turkije, 2 juli 1972) was een Duitse muziekpedagoog, componist, dirigent en pianist.

## Levensloop

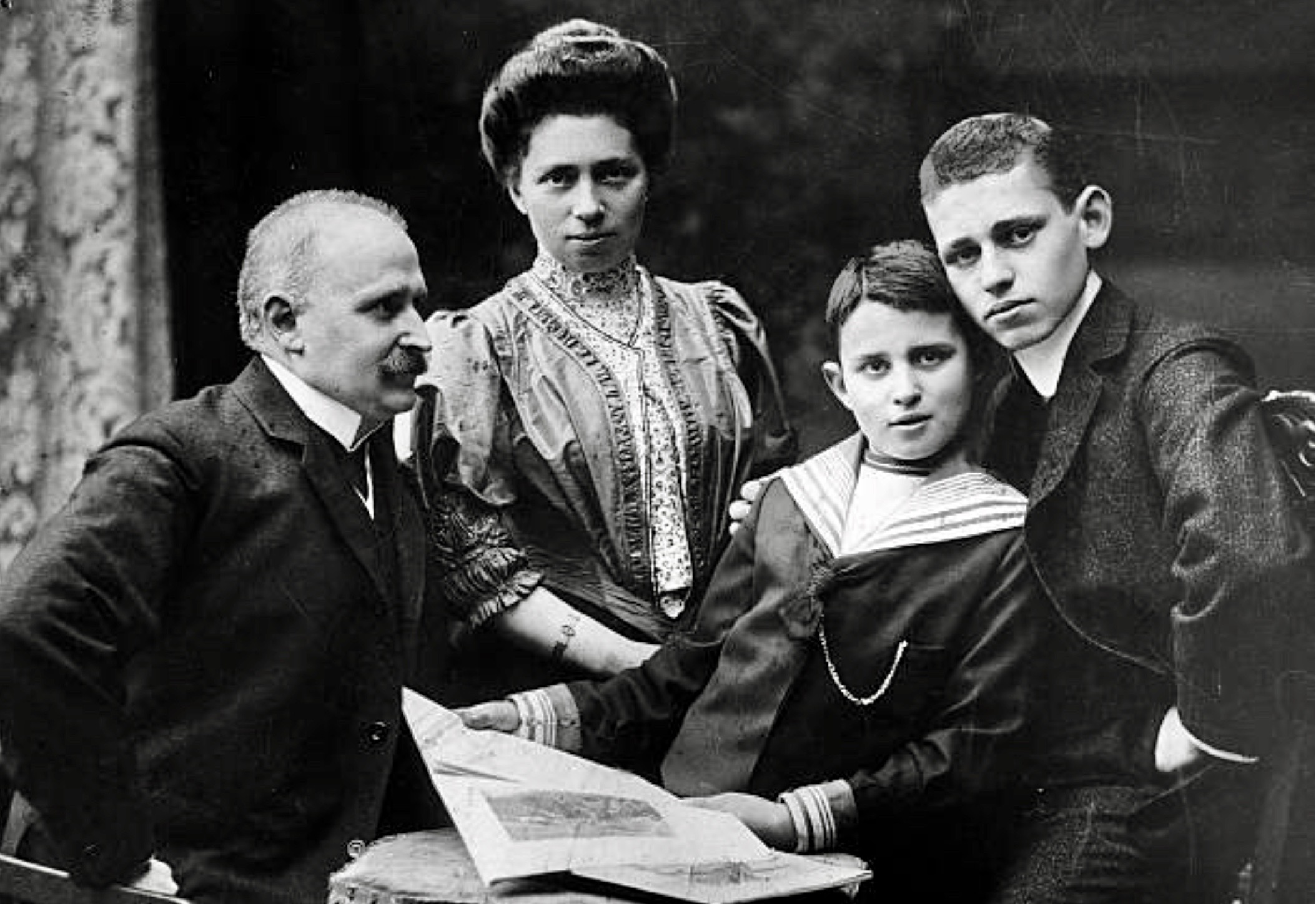
De familie Zuckmayer in 1906. V.l.n.r.: vader, moeder, Carl en Eduard.

Eduard Zuckmayer was de oudste zoon van Carl Zuckmayer (1864–1947), een rijke fabrikant, en zijn vrouw Amalie Goldschmidt (1869–1954). Zij waren woonachtig in Nackenheim bij Mainz in de regio Rhein-Hesse. De ouders van zijn moeder hadden zich van het jodendom tot het protestantisme bekeerd, maar Zuckmayer zelf was, naar zijn vaders wens, katholiek opgevoed. Zijn broer was de Duitse schrijver Carl Zuckmayer (1896-1977).
Eduard Zuckmayer kreeg vanaf zijn zesde pianoles; op twaalfjarige leeftijd begon hij te componeren. Na de middelbare school ging hij in 1908 rechten en muziek studeren in München. In 1909 verhuisde hij naar Berlijn en volgde naast zijn studie privélessen piano en compositie bij componist Robert Kahn en James Kwast. Hij volgde ook de dirigentenopleiding van Fritz Steinbach tot 1914 en studeerde piano bij Lazzaro Uzielli aan het conservatorium van Keulen. In 1914 behaalde hij zijn diploma als concertdirigent en pianist en hij werkte tot 1915 als dirigent in het Operahuis van Mainz.
Van 1914 tot 1918 vochten de broers Eduard en Carl als vrijwilliger in de Eerste Wereldoorlog. Eduard raakte ernstig gewond en ontving het IJzeren Kruis eerste en tweede klasse. Na 1933 beriep Zuckmayer zich op deze onderscheiding in de hoop zijn beroep te kunnen blijven uitoefenen.
Van 1919 tot 1925 woonde Eduard Zuckmayer in Frankfurt am Main en werkte als pianist, dirigent en muziekleraar. Ook gaf hij pianoles aan het conservatorium van Mainz (1923-1925). In 1923 was hij mede-oprichter van het Gesellschaft für Neue Musik in Mainz / Wiesbaden:
"Ik begreep al snel dat de nieuwe samenleving, het nieuwe volk, eigenlijk vóór de nieuwe muziek gestalte moest krijgen [...]. In een tijd die zo politiek verscheurd was, leek mij dit alleen mogelijk door het opvoeden van een nieuwe, jonge generatie."

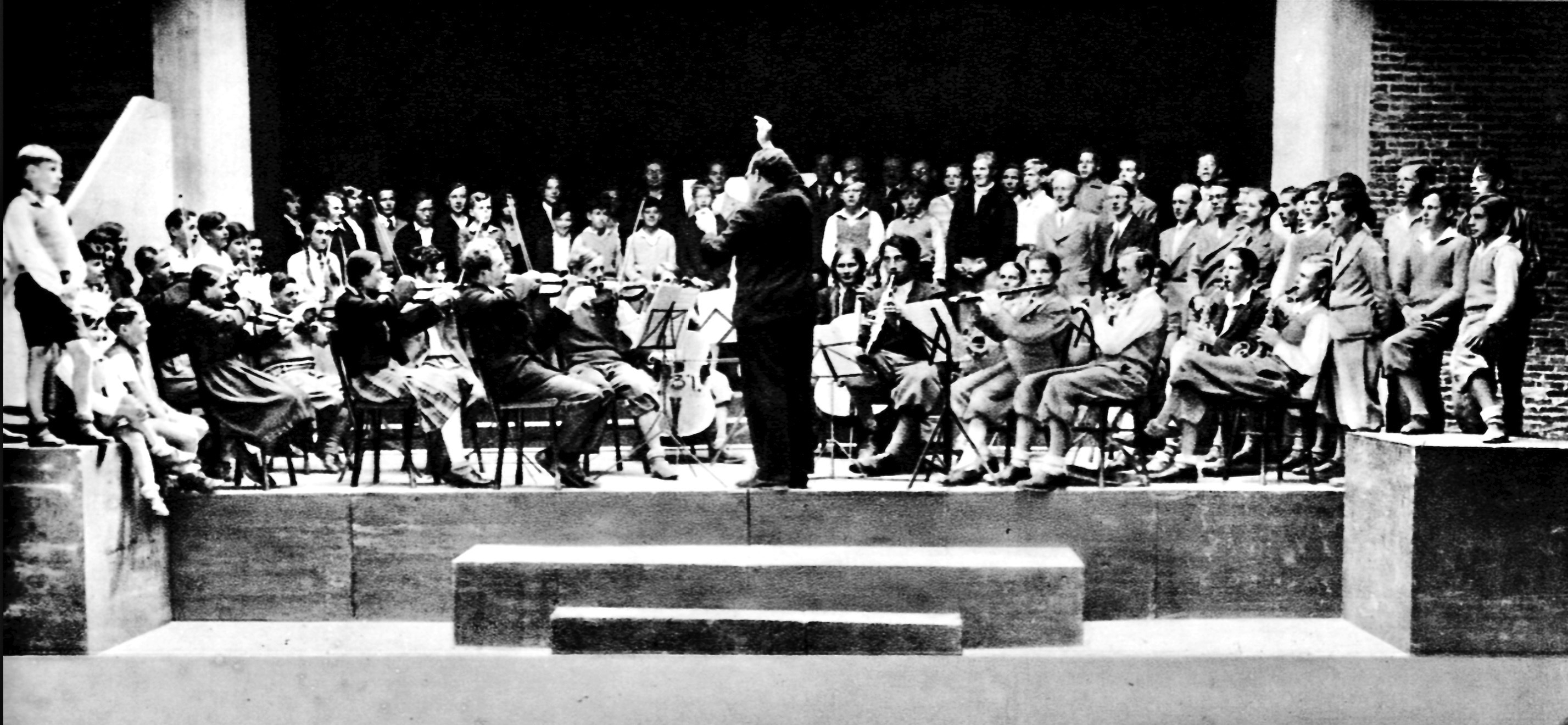
Eduard Zuckmayer dirigeert het koor en orkest op de Schule am Meer van de reformbeweging.

Het citaat verwijst naar het keerpunt in Zuckmayers leven. Hij was in de ban geraakt van de herwaardering van lekenmuziek door de Duitse Jeugdmuziekbeweging. Hierdoor nam hij afstand van de klassieke muziekwereld en brak hij zijn veelbelovende carrière als concertpianist af. Op verzoek van Martin Luserke werd hij in 1925 muziekleraar aan de Schule am Meer. Dit was een landelijke opleiding vanuit de reformbeweging op het eiland Juist. Daar waren "sport, lekenspel en muziek belangrijke onderdelen van de pedagogische uitgangspunten. Muziekles werd beschouwd als een brug tussen kunst en leven".
Een van zijn collega's daar was Kurt Sydow en tot zijn studenten behoorden Felicitas Kukuck en Jens Rohwer. Op deze school leerde Zuckmayer de journaliste Gisela Günther (1905-1985) kennen, de toenmalige echtgenote van zijn collega Walter Jockisch. Later zou zij hem naar Turkije volgen (met haar dochter Michaela uit haar eerste huwelijk), waar ze in 1947 zouden trouwen.
In de loop van 1933 werd duidelijk dat de Schule am Meer onder het nationaalsocialistische bewind niet als zelfstandige, landelijke opleiding zou kunnen voortbestaan. In 1934 werd de opleiding onder druk van de Gleichschaltung opgeheven. Zuckmayer stapte over naar de Odenwaldschool, waar hij bleef tot 1936. Hij werd in augustus van dat jaar uitgesloten van lidmaatschap van de Reichsmusikkammer (RMK), omdat zijn moeder van joodse afkomst was. Hierdoor kreeg hij met onmiddellijke ingang een volledig verbod op uitoefening van zijn beroep.

## Turkije

### Emigratie naar Ankara

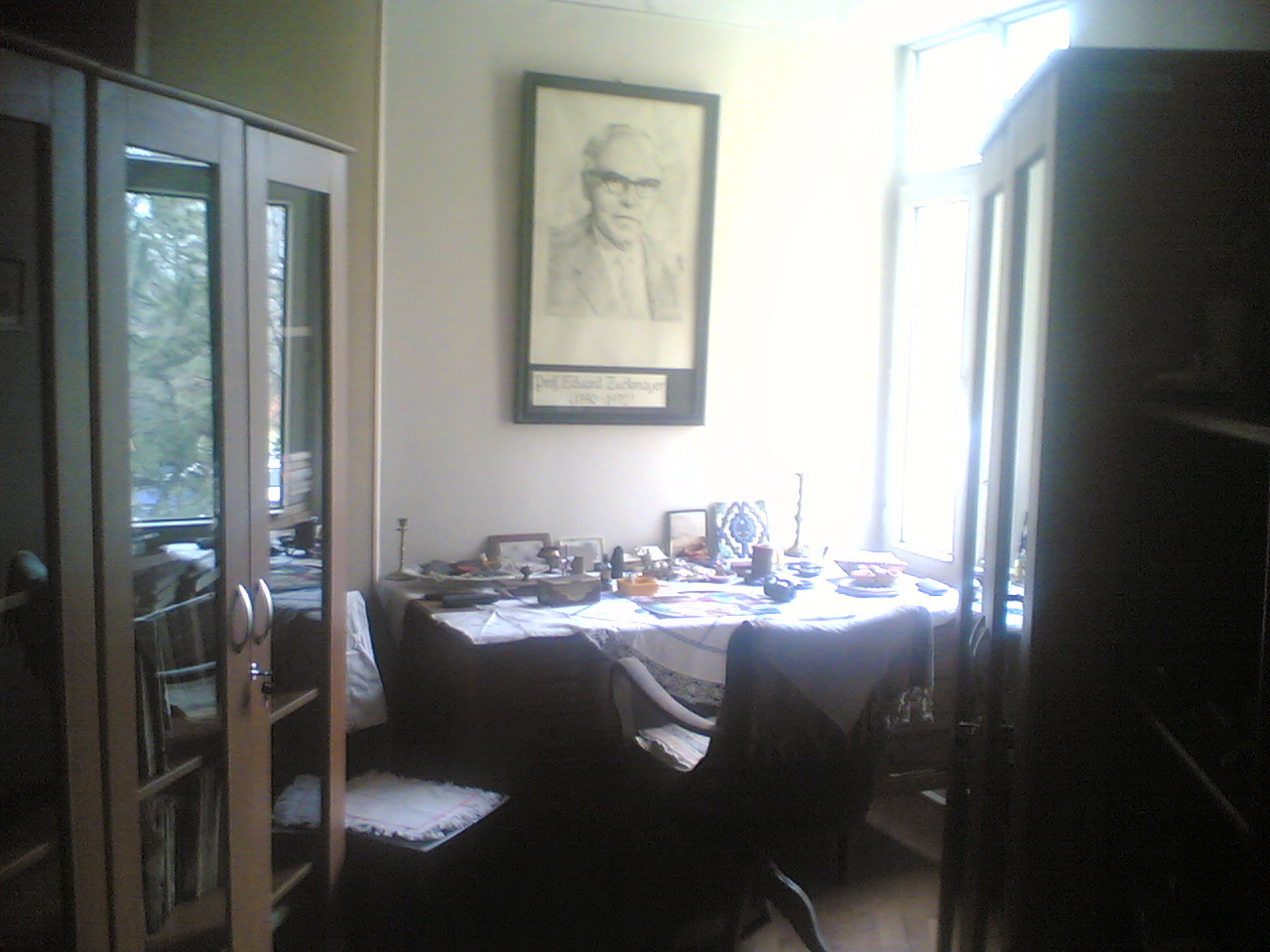
De werkkamer van Zuckmayer in Ankara.

In 1935 ontmoette Eduard Zuckmayer de componist Paul Hindemith, die hij al sinds de jaren twintig kende. Deze had enkele jaren in Turkije verbleven en stelde Zuckmayer voor om ook in Turkije te gaan werken. Zuckmayer emigreerde in april 1936 naar Turkije.
In Ankara was een gemeenschap ontstaan van verbannen Duitse wetenschappers en kunstenaars. Zuckmayer werd daar, op aanbeveling van Paul Hindemith, leraar op een opleiding voor muziekleraren, Musiki Muallim Mektebi, en aan het conservartorium Devlet. Hij werd dirigent van het schoolorkest en het madrigaalkoor en plaatsvervanger van Hindemith, die bezig was met de hervorming van het Turkse muziekleven
In 1938 reisde Gisela Jockisch-Günther hem na, met haar dochter Michaela (Michele), omdat Zuckmayer hun ondertussen een veilig bestaan in Turkije kon garanderen. In datzelfde jaar werd hij benoemd tot hoofd van de muziekafdeling van de hogeschool Gazi Eğitim Enstitüsü, de voorloper van de latere Gazi-universiteit.

### Een nieuw begin
Op 2 augustus 1944 verbrak Turkije de diplomatieke betrekkingen met Duitsland en verzocht alle Duitse burgers om Turkije te verlaten. Degenen die niet konden of wilden vertrekken werden geïnterneerd. Eduard Zuckmayer moest de periode van september 1944 tot december 1945 doorbrengen in de Anatolische stad Kırşehir. Daar nam hij actief deel aan het culturele leven van Duitse geïnterneerden. Er werd een koor opgericht, gedirigeerd door Zuckmayer. Gerhard Ruben, de zoon van Walter Ruben, stelde later:
"We hadden ontzettend veel tijd en natuurlijk kende Zuckmayer de klassieke muziek heel goed. We zongen ook kerkmuziek. Er was ook een katholieke predikant geïnterneerd en enkele nonnen uit Oostenrijk. Zij hielden altijd diensten op zondag. En daar hebben we werkelijk een mis van de katholieke componist Palestrina gezongen. Midden in Turkije!"
Nadat de internering in 1946 was opgeheven, hervatte Zuckmayer zijn vroegere activiteiten aan het conservatorium in Ankara. In 1950 reisde zijn echtgenote met Michele terug naar Duitsland en vandaar naar de Verenigde Staten. Zuckmayer bleef echter in Turkije en werd een spilfiguur in het Turkse muziekonderwijs. In 1965, op zijn 75e verjaardag, stond er in een aan hem opgedragen artikel:
"Er is geen muziekleraar in Turkije die niet is opgeleid door "Profesör Sukmajer" [...]. Tot in de verste uithoek van Anatolië kent men hem, tenminste van naam. Men weet misschien niet hoe de huidige minister heet, maar wie Zuckmayer is, weet vrijwel elke leraar in het land."
Tot 1970 bleef Zuckmayer werkzaam aan het conservatorium. Daarna gaf hij privéles, werkte hij als concertpianist en dirigent, en trad hij op als adviseur van de Turkse regering. Dit bleef hij doen tot aan zijn dood op 2 juli 1972. Hij overleed in de leeftijd van 81 jaar.
Eduard Zuckmayer heeft zich, als muziekleraar en als musicus, decennialang bezig gehouden met de synthese van Turkse en westerse muziek. Hij vertaalde veel Duitse kinderliedjes en schoolliedjes in het Turks, zette traditionele Turkse volksmuziek om in meerstemmige koorzang en vertaalde de tekst van het Turkse volkslied İstiklâl Marşı in het Duits.

## Brieven
Brieven van Eduard Zuckmayer zijn bewaard gebleven in het archief van muziekuitgeverij C. F. Peters (Leipzig), dat zich bevindt in het staatsarchief van Leipzig.

## Documentaire
- Barbara Trottnow, Eduard Zuckmayer - Ein Musiker in der Türkei (2015, 87 minuten)